# Arctodus simus
Arctodus simus és una espècie extinta d'os del gènere Arctodus. Aparegué a la Nord-amèrica prehistòrica fa uns 800.000 anys i s'extingí en fa uns 12.500. Els mascles de la regió del Yukon (els representants més grossos de l'espècie) mesuraven aproximadament 1,6 metres a l'espatlla anant a quatre grapes i 3,7 metres dempeus i podrien haver pesat uns 1.135 kg.